# Vladimír Martinec
Pour les articles homonymes, voir Martinec.
Temple de la renommée de l'IIHF : 2009
Vladimír Martinec (né le 22 décembre 1949 à Lomnice nad Popelkou en Tchécoslovaquie) est un joueur tchécoslovaque de hockey sur glace ayant évolué au poste d'ailier droit.

## Carrière
Martinec joua toute sa carrière pour le TJ Tesla Pardubice dans le championnat de Tchécoslovaquie de hockey sur glace (Extraliga) de 1967 à 1981 excepté lors de la saison 1978-1979 où il fut membre de l'équipe du Dukla Jihlava et termina meilleur buteur du championnat. Avec Pardubice, il remporta en 1973 le titre national.
Surnommé le renard en raison de l'imprévisibilité de ses manœuvres offensives, il marqua 343 buts en 539 matchs d'Extraliga.
Il a remporté la Crosse d'Or, récompense attribuée au meilleur joueur tchécoslovaque (puis tchèque) à quatre reprises en 1973, 1975, 1976 et 1979.
Il fut aussi un membre régulier de l'équipe nationale de Tchécoslovaquie dans les années 1970. Il participa à tous les championnats du monde de 1970 à 1981, remportant trois titres (1972, 1976 et 1977) et étant nommé au sein de l'équipe des étoiles en 1974, 1975, 1976 et 1977. Il participa aussi aux Jeux olympiques d'hiver de 1972, 1976 et 1980 et à la Coupe Canada de 1976. En 289 matchs internationaux, il marqua 155 buts.
Après sa carrière de joueur, il entraîna l'équipe allemande de l'ESV Kaufbeuren (pour laquelle il fit également un retour au jeu en 1985) et son équipe de toujours, Pardubice de 1986 à 1989.
Depuis 2001, il est membre du temple de la renommée de la Fédération internationale de hockey sur glace.